# Moravští indiáni

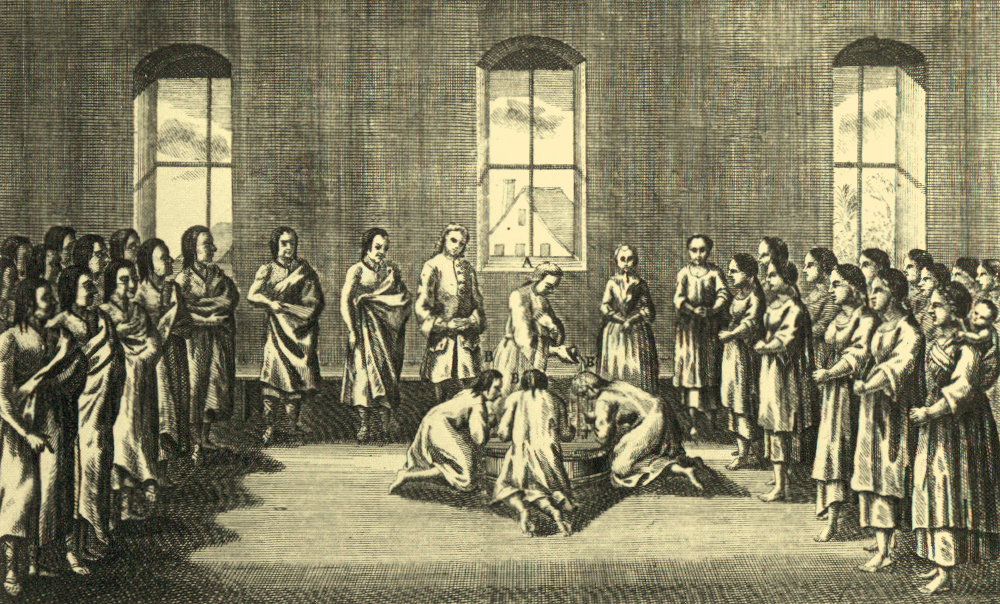
Křest moravských Indiánů (Delawarů) ve Staré kapli v Bethlehemu

Moravští indiáni (anglicky Moravian tribes) byli ti členové kmenů původních amerických obyvatel, indiánů ze severovýchodní části dnešních USA – Delawarů (Lenapů), Mohawků, Mohykánů – kteří byli ve druhé polovině 18. století evangelizováni protestantskou církví Moravských bratří, misionářů navazujících na tradice staré české Jednoty bratrské. Tito indiáni se z lesů přesunuli do nových křesťanských vesnic a byla věnována péče jejich zcivilizování (v evropském duchu), s přihlédnutím k jejich zvykům. Misionáři kladli důraz na pokojné soužití a sblížení obou ras, rudé i bílé, snažili se zejména chránit pokřtěné indiány před útlakem a zabíjením ze strany bělošských, především anglických kolonistů; ovšem i přes tyto ušlechtilé snahy byly jejich osady opakovaně likvidovány. Moravští indiáni se později (1791) přesunuli do Horní Kanady, kde nakonec zakotvili na samém jihu dnešní provincie Ontario; i tam ovšem trpěli pronásledováním během americko-britských bojů.
V roce 1884 jich zbývalo ještě 275 lidí, později jejich počet vzrostl a v roce 1906, podle kanadské oficiální zprávy, dosahoval počtu 348 lidí. K roku 2011 žilo v rezervaci „Moravian 47“ 555 registrovaných moravských indiánů.

## Historie

### Počátky evangelizace
Kolem roku 1740 započala Moravská (Ochranovská) církev svoji misii v Novém světě, mezi domorodými obyvateli Nové Anglie. Jejich misie byla velmi úspěšná pro nenásilnou formu. Indiáni různých kmenů se po přijetí křesťanství jednotně nazývali „moravští indiáni“. Jejich nepřátelé byli nejen bílí kolonisté z Evropy, kteří nelibě nesli snahy o emancipaci a zrovnoprávnění indiánů, ale také indiáni, kteří snahy misionářů odmítali.

### Osady

#### New York

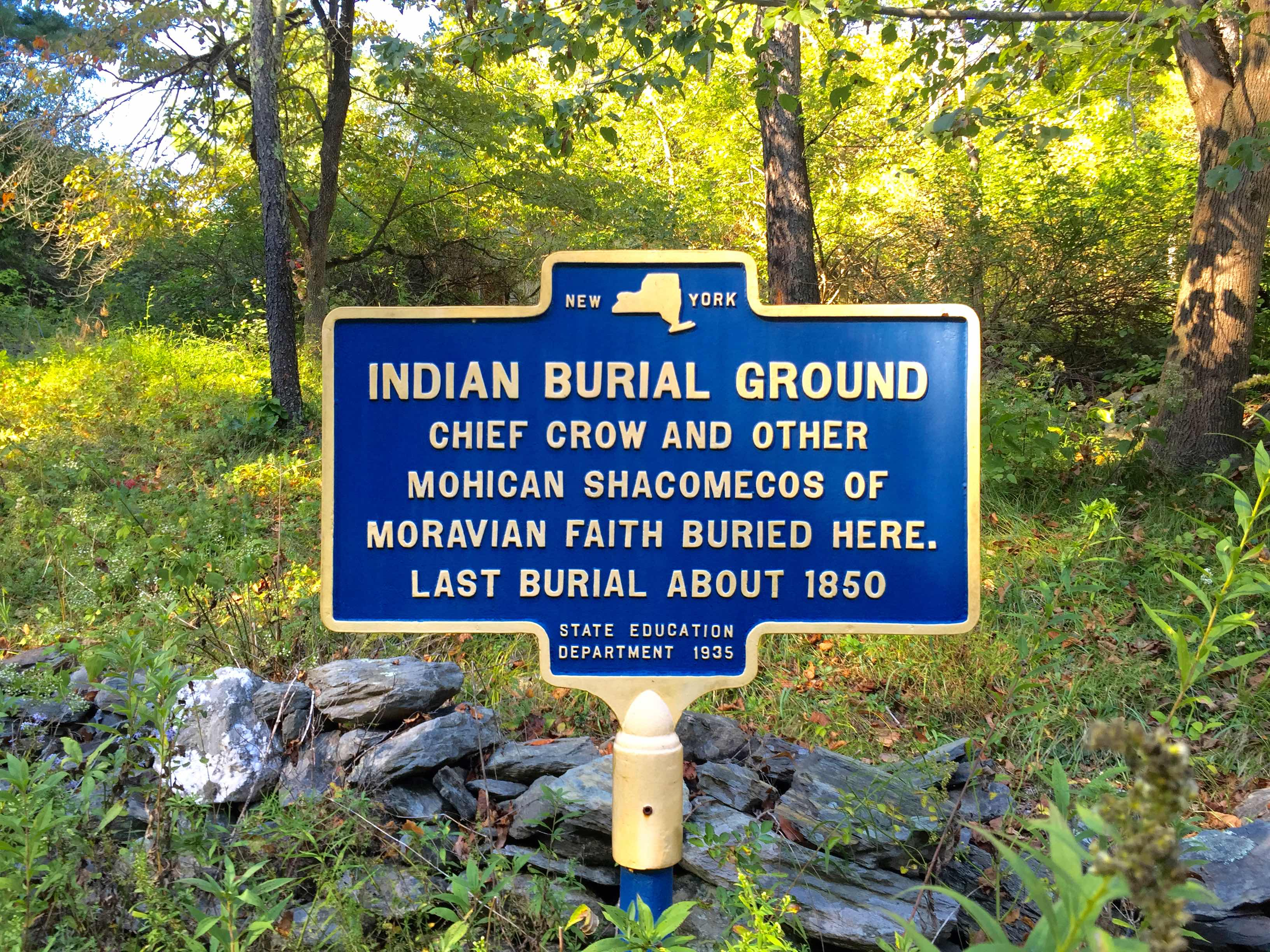
Boží pole Mohykánů, New York

První vesnicí, kde započali moravští bratří po svém řešit indiánskou otázku byla osada Shekomeko ve státě New York. Jednalo se o kmen Mohykánů a nazývala se Mahican Indian village of Shekomeko in colonial New York. 27. října 1744 byli misionáři guvernérem upozorněni, aby „upustili od dalšího učení a opustili provincii“. Tak se stalo 15. prosince 1744, po procesu, kdy byli obviněni ze spolupráce s katolickými jezuity a Francií.

#### Pensylvánie
V letech 1746 až 1773 působili bratři mezi indiánskými kmeny v Pensylvánii, v Bethlehemu, ve Friedenshüttenu a v Gnadenhüttenu (dnes Lehighton), založeném roku 1746. I zde narazili na odpor bílých kolonistů, kteří útočili na vesnice moravských indiánů.

#### Ohio

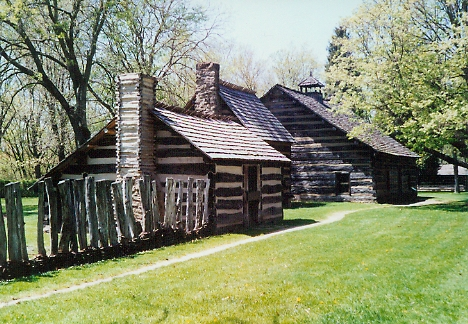
Schoenbrun, Ohio, (zal. 1772)

Roku 1773 se moravští indiáni kvůli problémům s kolonisty a na útěku před nepokojnými časy Americké revoluce stěhují na středozápad, do oblasti kolem řeky Muskingum ve státě Ohio. Zde byly založeny osady Gnadenhütten, Salem a Schoenbrunn. Problém způsobilo i vyhlášení nezávislosti a celá válka za nezávislost kolonií na Britském impériu. Některé kmeny musely opustit východní území a byly přemístěny dál na západ (především moravští Lenapové).
Mezi moravskými indiány se stal ústřední postavou duchovní David Zeisberger. Zde byly ale problémy mezi kolonisty a indiány také enormní a napětí eskalovalo až do vypuknutí indiánské války v roce 1781.

### Gnadenhüttenský masakr
V roce 1782 se odehrál v osadě Gnadenhütten masakr, nazývaný také „Moravský masakr“. Vedoucí činitelé v moravské obci, David Zeisberger a John Heckewelder, byli zatčeni a vězněni Brity v Detroitu. Poté byli obviněni z informování Američanů ve Fort Pittu, ale nakonec je Britové pustili. V jejich nepřítomnosti však byl ráno 8. března spáchán masakr, při němž bylo pensylvánskou milicí pod vedením podplukovníka Davida Williamsona zavražděno a skalpováno 28 mužů, 29 žen a 39 dětí. Vesnice byla poté vypálena a vypáleny byly i ostatní moravské vesnice, opuštěné již předtím z důvodu zatčení jejich obyvatel.
Dnes je zřízen na původním místě, kde stála obec, vzpomínkový „Gnadenhutten Historical Park“. V parku se nalézá muzeum historických artefaktů, rekonstrukce jednoho domu (bednáře) a chata, je zde také památník obětem. Místo je uvedeno v National Register of Historic Places, tj. má status kulturní památky.

### Odchod do Kanady
Odehrál se v roce 1791 pod vedením Zeisbergera. Zde vznikla vesnice Fairfield (dnes Moraviantown) u řeky Retrenche. I zde byly problémy s kolonisty. Dnes se osada nazývá Moraviantown a leží v moravské rezervaci v regionu Chatham-Kent.
V roce 1812 se zde 5. října odehrála v rámci tzv. druhé války za nezávislost bitva mezi Brity a Američany známá jako bitva u Temže či u Moraviantownu (Battle of the Thames). V ní se spojili domorodí indiáni s Brity proti americkým jednotkám. Americká armáda však indiány rozdrtila a jejich vůdce, náčelník Tecumseh, byl zabit. Později vznikla v této lokalitě indiánská rezervace Moravská 47.

## Rezervace Moravian 47 v Ontariu

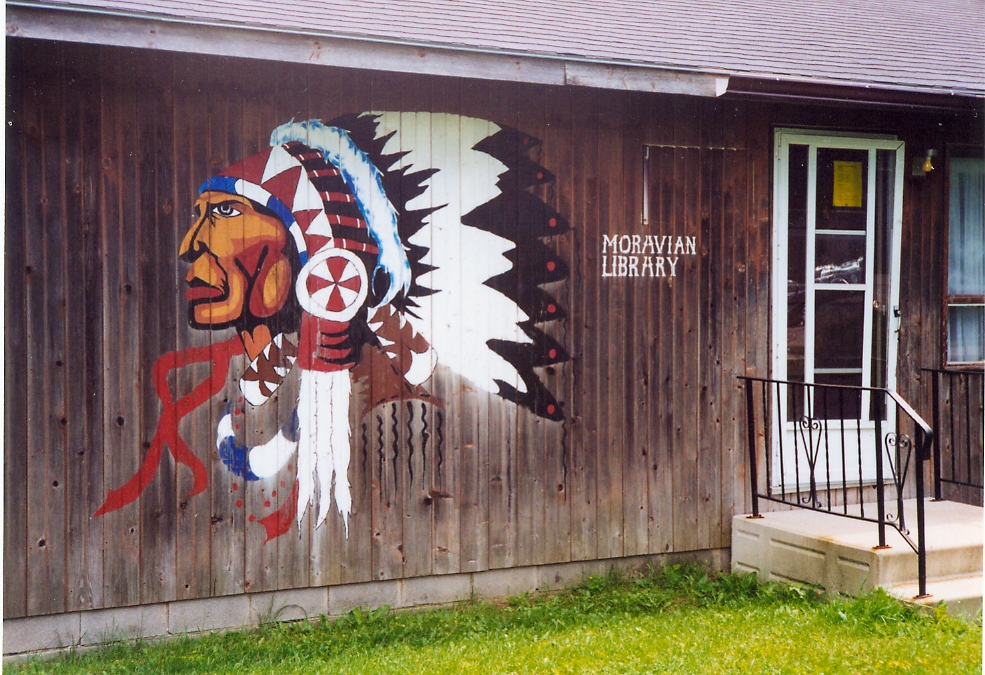
Knihovna v rezervaci

Nachází se v oblasti Chatham–Kent v Kanadě a je rozdělena na několik nesouvislých oblastí a menších rezervací. Nejvíce moravských indiánů žije v rezervaci The Chippewas of the Thames reserve on the Thames River. V dubnu roku 2004 tam žilo 524 obyvatel, z toho 163 přímo v rezervaci; k roku 2011 jejich počet mírně stoupl na asi 32 rodin, tj. celkem 555 registrovaných stálých obyvatel, z čehož 145 žije přímo v rezervaci nazývané The Munsee-Delaware Nation No. 1 Reserve.
Jedná se pravděpodobně o všechny současné žijící moravské indiány, sdružené do „Společenství Moravanů Temžského původního národa a původního národa Minsiů-Delawarů v jižním Ontariu“ (The communities of the Moravian of the Thames First Nation and the Munsee-Delaware First Nation in southern Ontario).